# 小叶肉实树
小叶肉实树（学名：Sarcosperma griffithii）为山榄科肉实树属下的一个种。

## 扩展阅读
- 維基物種上的相關：小叶肉实树